# Шевченко Олександр Вікторович
Олекса́ндр Ві́кторович Шевче́нко (*16 лютого 1966, Вінниця) — український художник, член Національної спілки художників України (2005), член львівської професійної асоціації художників і майстрів-вітражистів.

## Життєпис
Народився 16 лютого 1966 року у Вінниці. Закінчив Львівський державний інститут прикладного і декоративного мистецтва (1992). 
Художник-вітражист, майстер станкової скульптури. Учасник міжнародних симпозіумів з гутного скла. Працює в авторських техніках. Старший викладач кафедри художнього скла академії мистецтв, викладає дисципліну "Проєктування художнього скла". Працює в жанрі станкової скульптури, в техніці класичного вітражу, тіффані, мозаїки, гутного скла, живопису.
Учасник обласних, всеукраїнських та міжнародних виставок: 
- Бієналє «Львів 91 Відродження» (1991);
- Гран-прі Бієнале мистецтв «Імпреза–92», Художній музей, м. Івано-Франківськ (1992);
- Виставка скла. Франція, м.Ван-Ле-Шатель (1993);
- ІІІ — VІІІ міжнародні симпозіуми з гутного скла, м. Львів;
- Учасник проєкту «200 імен» (2004).

Твори зберігаються в галереях та в приватних колекціях в Україні, США, Німеччині, Бельгії, Шотландії.

## Галерея

Invictus. Вітраж
Мислитель. Мідний дріт, гутне скло, авторська техніка
Птахи в небі. Вітраж на стелі, шовкодрук, гравіровка
Свято. Кераміка, вітраж
Танець вогню. Вітраж, розпис
Явління серця. Вітраж, авторська техніка
Павлини. Вітраж, гравіровка
Фокусник. Мідний дріт, гута